# Traducció automàtica interlingüe

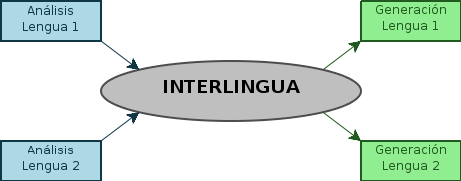
Figura 1. Demostració de les llengües que s'utilitzen en el procés de traducció mitjançant un llenguatge pont.

La traducció automàtica interlingüe és un dels enfocaments clàssics de la traducció automàtica. En aquest enfocament, la llengua d'origen, és a dir, el text a traduir, es transforma en una interlingua, és a dir, una representació abstracta independent de la llengua. Aleshores es genera la llengua d'arribada a partir de l'interlingua. Dins del paradigma de traducció automàtica basat en regles, l'enfocament interlingüe és una alternativa a l'enfocament directe i l'enfocament de transferència.
En l'enfocament directe, les paraules es tradueixen directament sense passar per una representació addicional. En l'enfocament de transferència, la llengua d'origen es transforma en una representació abstracta, menys específica de la llengua. Aleshores, les regles lingüístiques específiques de la parella de llengües transformen la representació de la llengua d'origen en una representació abstracta de la llengua d'arribada i a partir d'aquesta es genera l'oració de destinació.
L'enfocament interlingüe de la traducció automàtica té avantatges i desavantatges. Els avantatges són que requereix menys components per relacionar cada llengua d'origen amb cada llengua d'arribada, es necessiten menys components per afegir una nova llengua, admet paràfrasis de l'entrada en l'idioma original, permet que tant els analitzadors com els generadors siguin escrit per desenvolupadors de sistemes monolingües, i gestiona idiomes molt diferents entre si (per exemple, l'anglès i l'àrab). El desavantatge evident és que la definició d'una interlingua és difícil i potser fins i tot impossible per a un domini més ampli. Per tant, el context ideal per a la traducció automàtica interlingüe és la traducció automàtica multilingüe en un domini molt específic. Per exemple, l'interlingua s'ha utilitzat com a llengua pivot en conferències internacionals i s'ha proposat com a llengua pivot per a la Unió Europea.

## Història
Les primeres idees sobre la traducció automàtica interlingüe van aparèixer al segle XVII amb Descartes i Leibniz, que van plantejar teories sobre com crear diccionaris utilitzant codis numèrics universals, a diferència dels testimonis numèrics utilitzats pels grans models lingüístics actuals. D'altres, com Cave Beck, Athanasius Kircher i Johann Joachim Becher van treballar en el desenvolupament d'un llenguatge universal sense ambigüitats basat en els principis de la lògica i la iconografia. El 1668, John Wilkins va descriure la seva interlingua en el seu "Assaig cap a un personatge real i un llenguatge filosòfic". Als segles XVIII i XIX es van desenvolupar moltes propostes de llengües internacionals "universals", la més coneguda és l'esperanto.

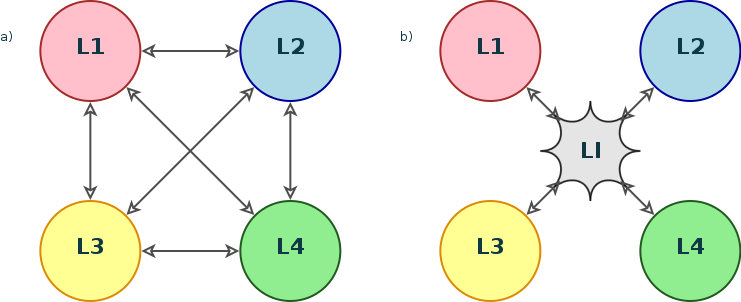
Figura 2. a) Cal un gràfic de traducció per a la traducció automàtica directa o basada en transferència (es requereixen 12 diccionaris); b) Cal un gràfic de traducció quan s'utilitza un llenguatge pont (només calen 8 mòduls de traducció).

## Esquema
En aquest mètode de traducció, la interlingua es pot pensar com una manera de descriure l'anàlisi d'un text escrit en una llengua d'origen de manera que sigui possible convertir-ne les característiques morfològiques, sintàctiques, semàntiques (i fins i tot pragmàtiques), és a dir "significat" a una llengua de destinació. Aquesta interlingua és capaç de descriure totes les característiques de totes les llengües que s'han de traduir, en lloc de simplement traduir d'una llengua a una altra.

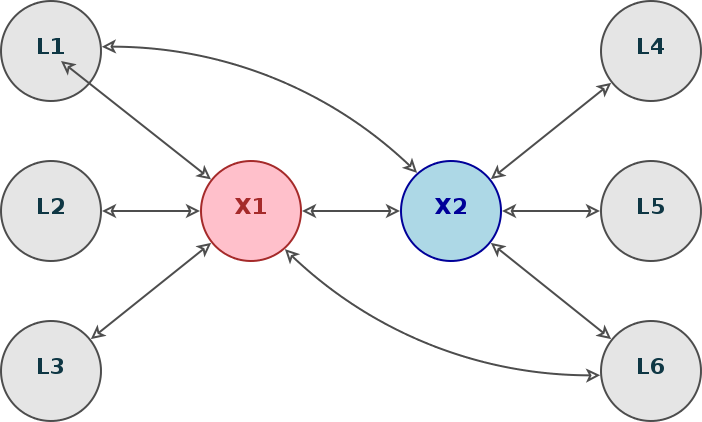
Figura 3: Gràfic de traducció amb dos interlingües.

De vegades s'utilitzen dos interlingües en la traducció. És possible que un dels dos cobreixi més de les característiques de la llengua d'origen i l'altre tingui més de les característiques de la llengua d'arribada. A continuació, la traducció continua convertint frases de la primera llengua en frases més properes a la llengua d'arribada a través de dues etapes. El sistema també es pot configurar de manera que la segona interlingua utilitzi un vocabulari més específic, més proper o més alineat amb la llengua d'arribada, i això podria millorar la qualitat de la traducció.
El sistema esmentat es basa en la idea d'utilitzar la proximitat lingüística per millorar la qualitat de la traducció d'un text en una llengua original a molts altres idiomes estructuralment similars a partir d'una única anàlisi original. Aquest principi també s'utilitza en la traducció automàtica pivot, on un llenguatge natural s'utilitza com a "pont" entre dos idiomes més llunyans. Per exemple, en el cas de traduir a l'anglès des d'ucraïnès utilitzant el rus com a llengua intermèdia.